# Stemma di Saint Kitts e Nevis
Lo stemma di Saint Kitts e Nevis è il simbolo araldico ufficiale del paese, adottato nel 1983. Consiste in uno scudo su cui sono raffigurati su campo d'argento uno scaglione di rosso accompagnato da un'imbarcazione tradizionale e da due fiori di Delonix regia rossi, simbolo nazionale, mentre nella parte superiore un capo di azzurro contiene una testa di indigeno tra un giglio e una rosa a rappresentare la popolazione locale e i successivi colonizzatori delle isole: i francesi e gli inglesi.
Ai lati dello scudo si trovano due pellicani, una palma e due canne da zucchero, mentre al di sopra si trova un elmo che ha per cimiero una torcia sostenuta da due braccia, una di europeo e una di africano. Nella parte inferiore si trova un cartiglio che riporta il motto nazionale: Country Above Self ("il Paese sopra l'Individuo").